# Космический корабль «Хаябуса»: Долгий путь домой
«Космический корабль „Хаябуса“: Долгий путь домой» (яп. はやぶさ 遥かなる帰還, читается как хаябуса харуканкару кикан) — японский фильм 2012 года режиссёра Томоюки Такимото, основанный на реальных событиях и одноимённой книге Кадзумы Яманэ. Композитор фильма — слепой пианист Нобуюки Цудзии.

## Сюжет
9 мая 2003 года Япония запускает беспилотный космический аппарат под названием «Хаябуса». Аппарат должен взять образцы грунта астероида Итокава и вернуться обратно на Землю. И вот, спустя семь долгих лет, несмотря на различные сбои и неполадки, «Хаябуса» успешно совершает посадку. Сотрудники JAXA празднуют победу, а учёные начинают исследовать образцы, доставленные аппаратом.

## В ролях
- Кэн Ватанабэ — Сюнъичиро Ямагути
- Юи Нацукава — Мари Ино
- Рикко Росс — доктор Дэниел Кларк
- Стивен Блэкхарт — доктор Кёртис Уилсон